# Последняя крепость Палестины
Последняя крепость Палестины — британский план защиты Подмандатной Палестины во время Второй мировой войны от возможного немецкого вторжения с севера в 1942 году.

## История
Во время Второй мировой войны территория Подмандатной Палестины дважды сталкивалась с опасностью вторжения немецкой армии и её сателлитов. Первый эпизод начался с момента завоевания нацистской Германией Франции в июне 1940 года и возникновения пронацистского режима Виши, который контролировал Ливан и Сирию. Это сделало весьма вероятной возможность немецкого вторжения с севера. Этим же летом британские вооружённые силы начали подготовку линии обороны от возможного вторжения.
В следующем году британские вооружённые силы захватили Ливан и Сирию, однако это не устранило угрозу крупного немецкого вторжения с севера, поскольку Англия считала, что Красная армия не сможет удержать линию обороны против нацистской Германии и у немцев появится возможность вести боевые действия на этом театре военных действий. Несмотря на то что линия советской обороны стабилизировалась, британцы разработали стратегический план по сбору отступающих войск из Сирии в горном районе между горой Кармель и впадиной Гхор. Они решили, что такая топография эффективна против танковых сил нацистской Германии. Этот план обороны получил название «Последняя крепость Палестины» (англ. Palestine Final Fortress). В начале 1942 года начались масштабные фортификационные работы.
Весной 1942 года возросла угроза немецкого вторжения с юга по мере продвижения их Африканского корпуса в Египет. Лидеры ишува обсудили планы защиты еврейского населения от возможного геноцида со стороны немецкой армии и местных сторонников нацистов. Причины беспокойства у Земли Израильской сохранялись в течение почти семи месяцев, названных 200 дней страха. При этом ни британцы, ни ишув не предпринимали никаких дальнейших действий по подготовке к возможному вторжению держав Оси. В конце 1942 года угроза вторжения с юга была снята после победы сил союзников во второй битве при Эль-Аламейне и последующего отступления немцев на запад через Северную Африку.